# Gråbo
Gråbo – miejscowość (tätort) w Szwecji, w regionie administracyjnym (län) Västra Götaland, w gminie Lerum.
Według danych Szwedzkiego Urzędu Statystycznego liczba ludności wyniosła: 6021 (31 grudnia 2015), 6485 (31 grudnia 2018) i 6608 (31 grudnia 2019).